# Jarl Eklund

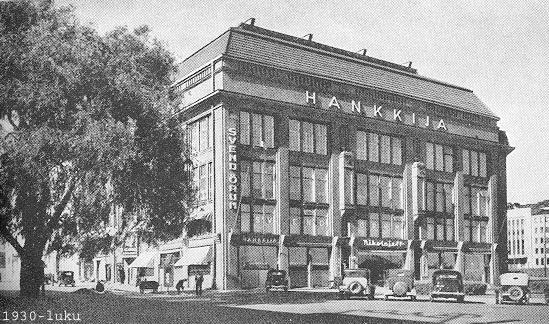
Hankkijahuset från 1913, fotograferat 1930

Jarl Eklund, född 20 februari 1876 i Kyrkslätt, död 30 augusti 1962 i Helsingfors, var en finländsk arkitekt. 
Jarl Eklunds ritade bland annat industribyggnader, däribland Finlaysons kraftverk (1926) och färgeri (1928) i Tammerfors och Kraftverket i Tyrvis, affärsbyggnader, däribland Sergei Nikolajeffs Bilpalatset i Helsingfors (senare Hankkijahuset) (1913), samt huvudbyggnader på lantegendomar, däribland Saaris i Mäntsälä (1929). Han är dock främst känd för Helsingfors konsthall (tillsammans med Hilding Ekelund, 1928) och  ombyggnaden av Svenska Teatern (tillsammans Eero Saarinen, 1936). Eklund ritade även restaurang Fiskartorpet i Helsingfors (1939).

## Bildgalleri

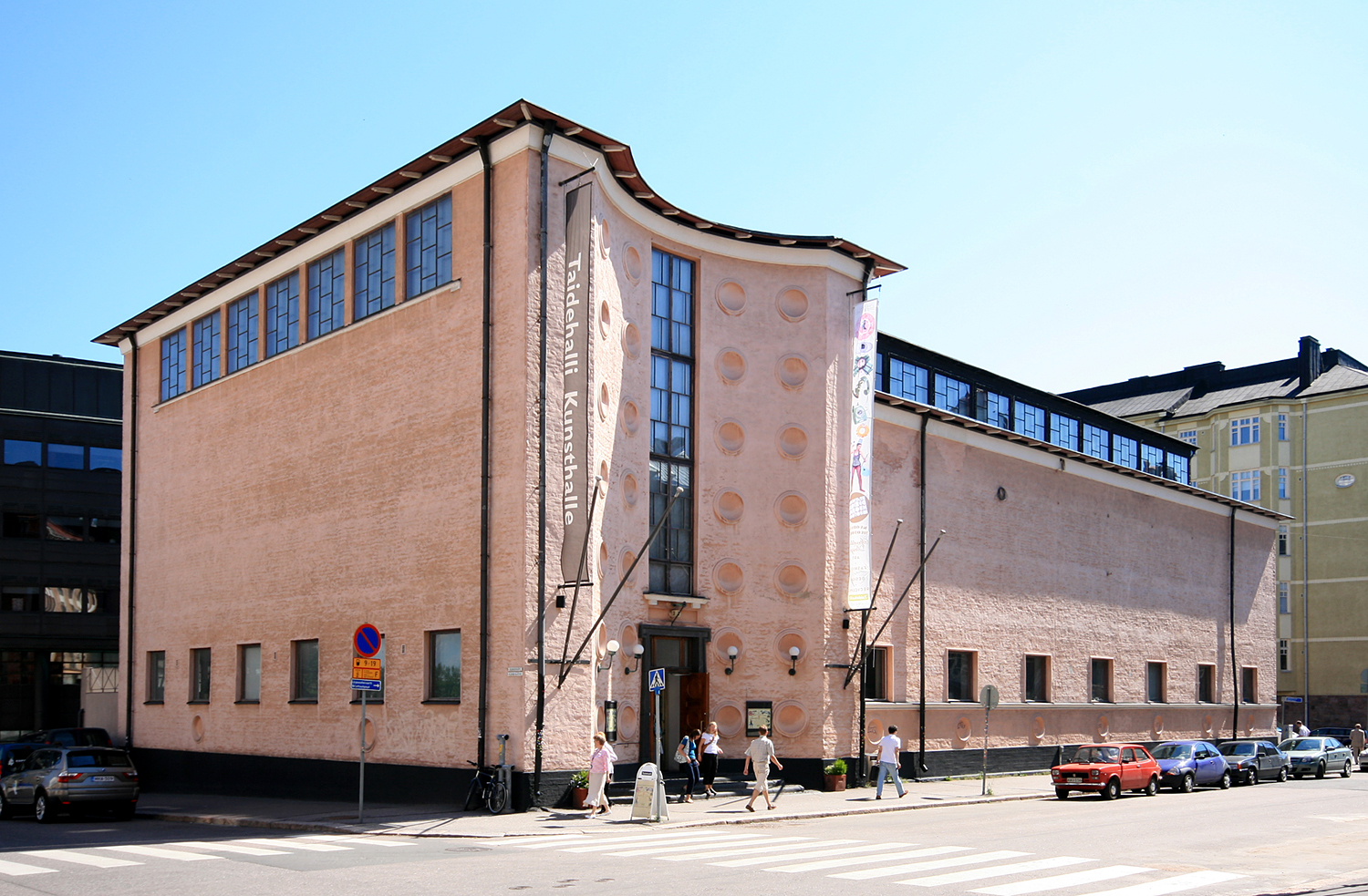
Helsingfors konsthall
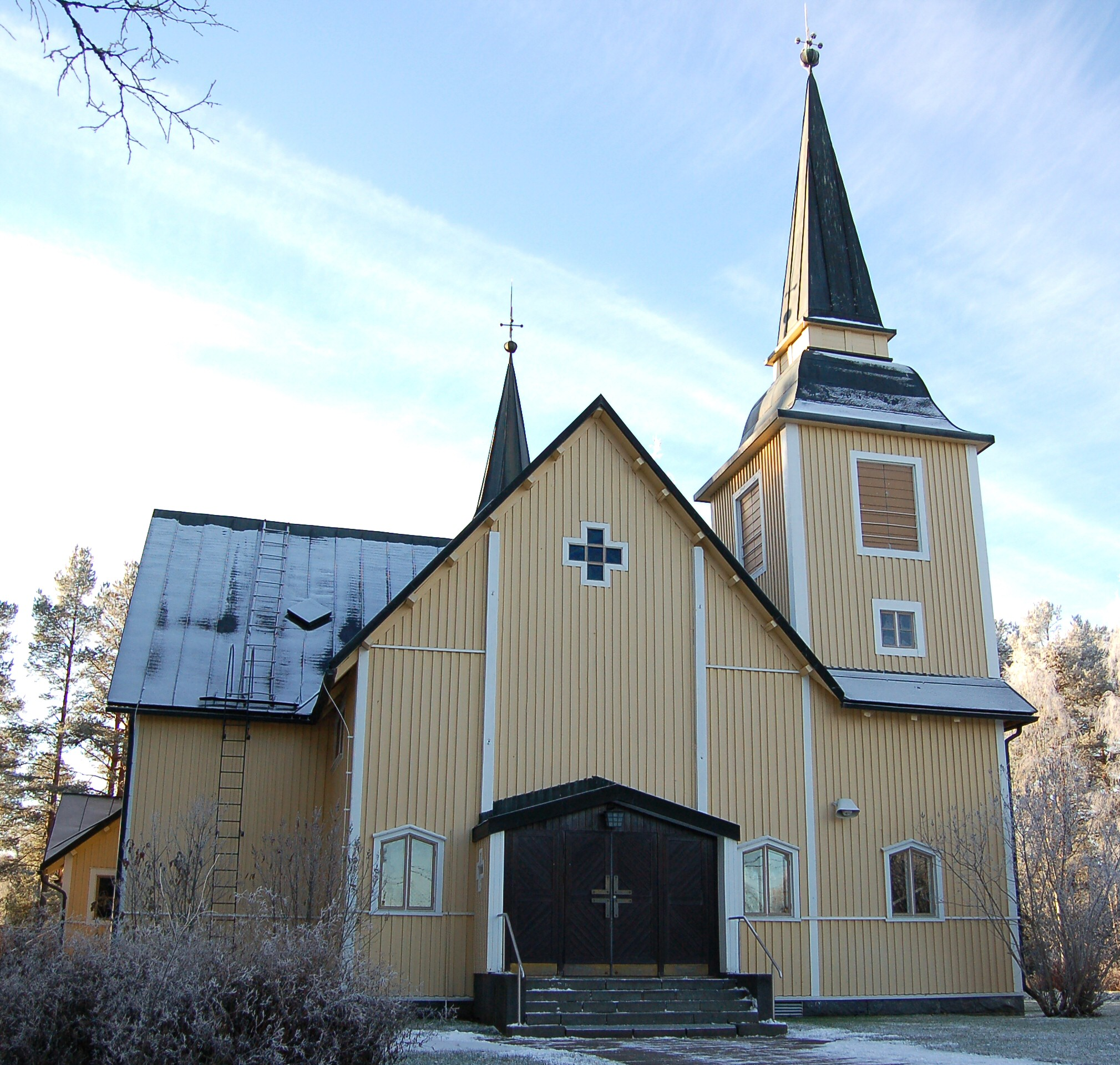
Ranua kyrka
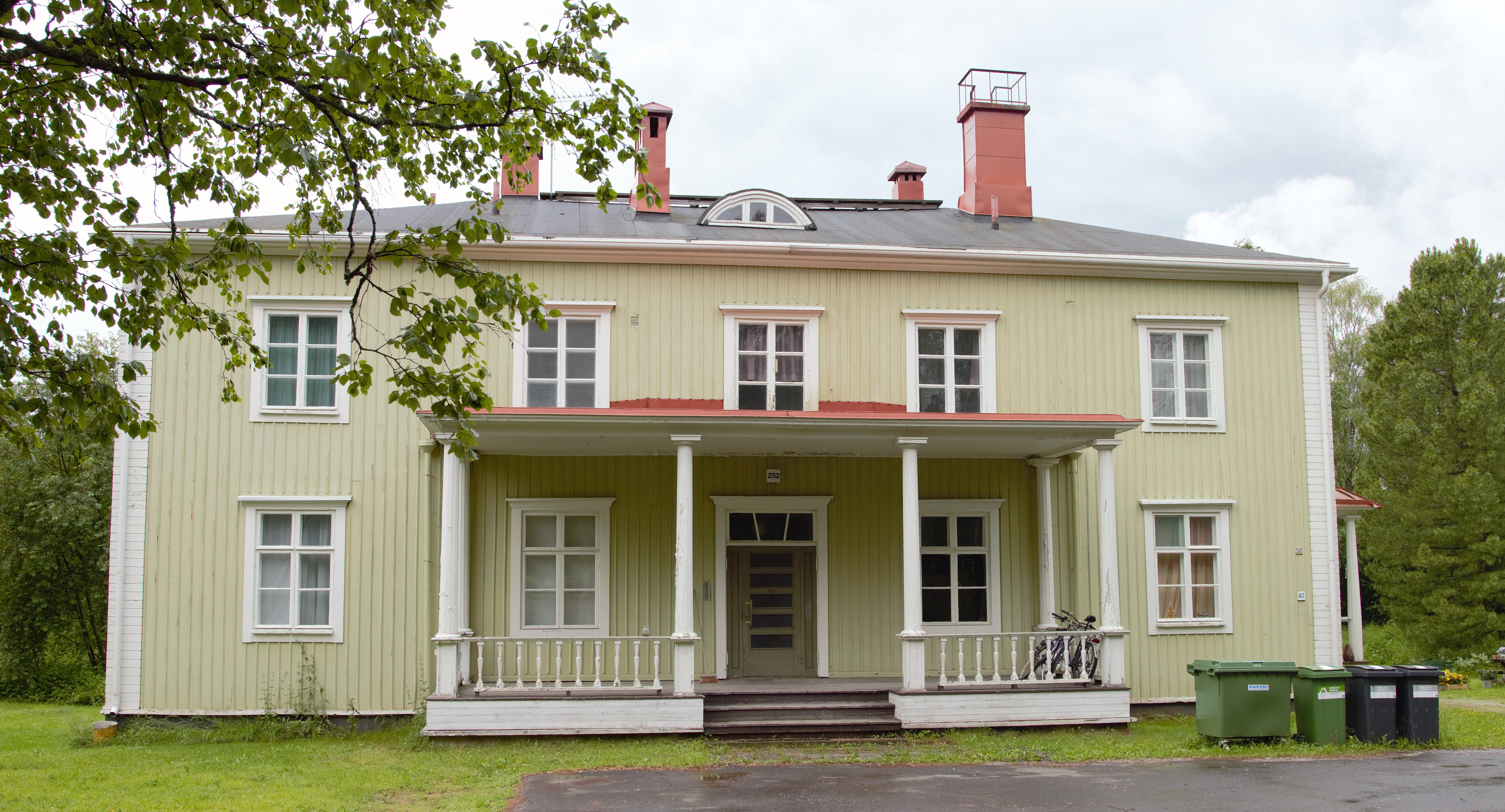
Byggnad för Karihaaras sågverk i Kemi
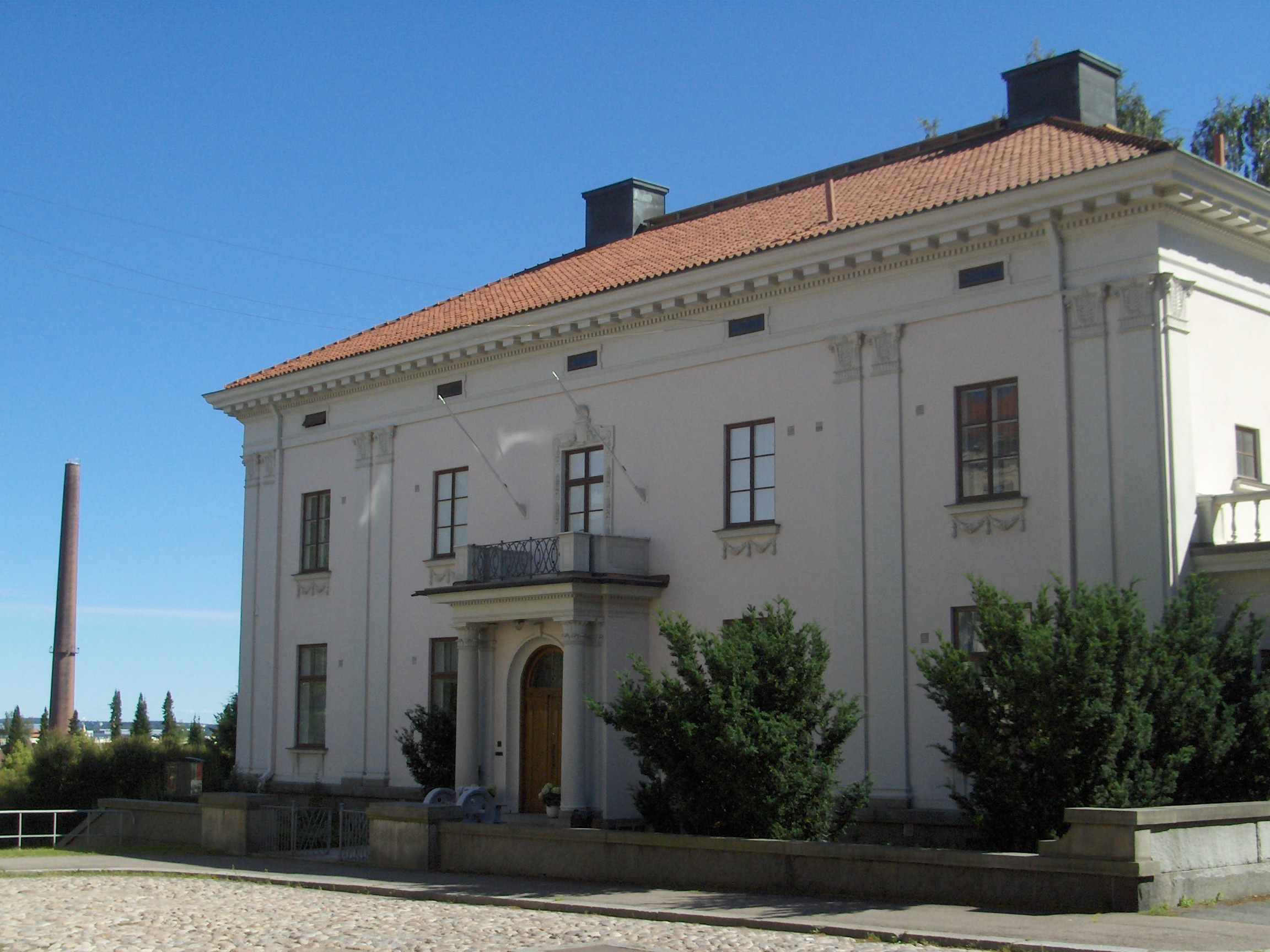
Emil Aaltonens museum, Tammerfors, 1924
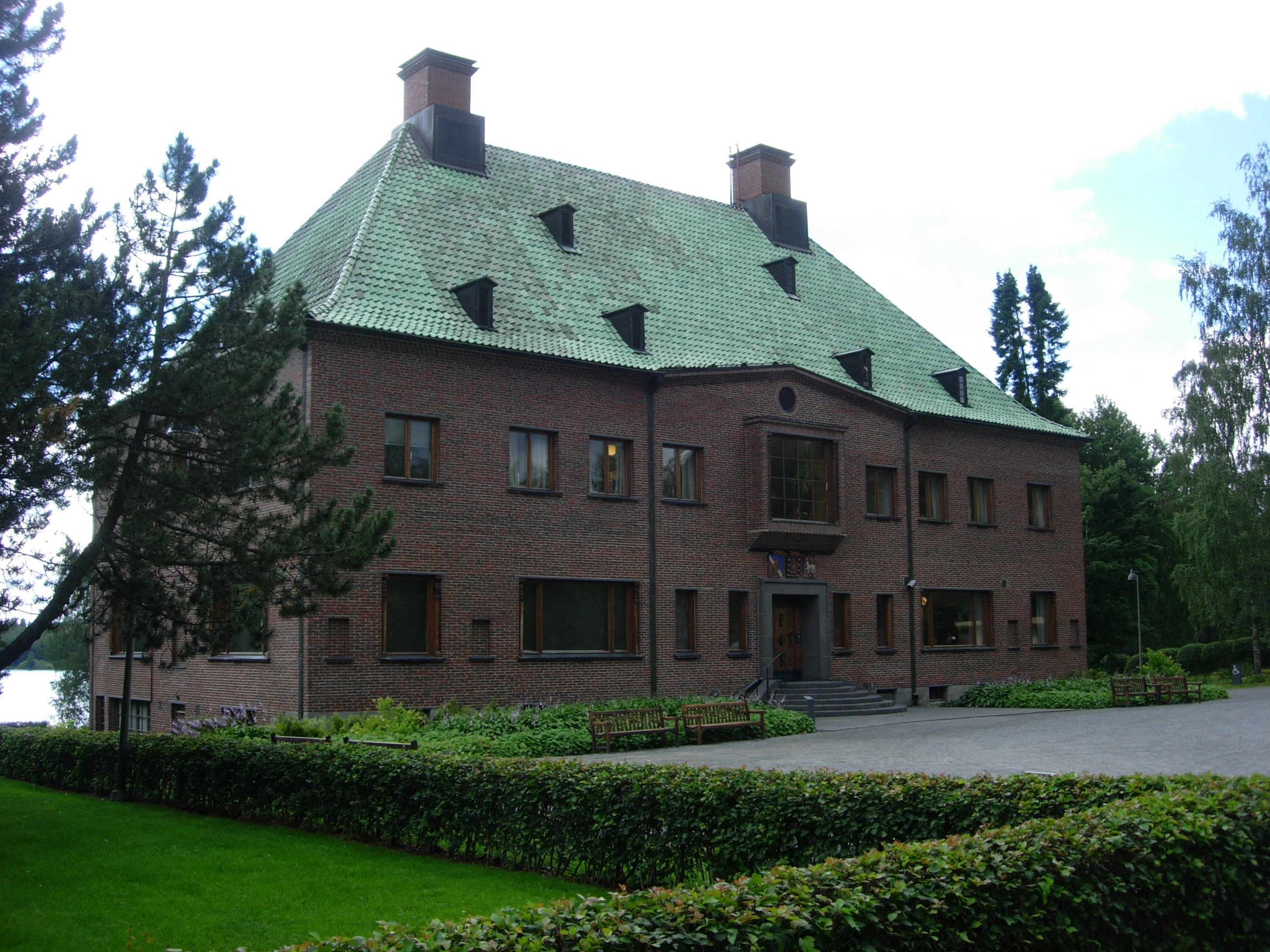
Konstmuseet Gösta i Mänttä, 1935
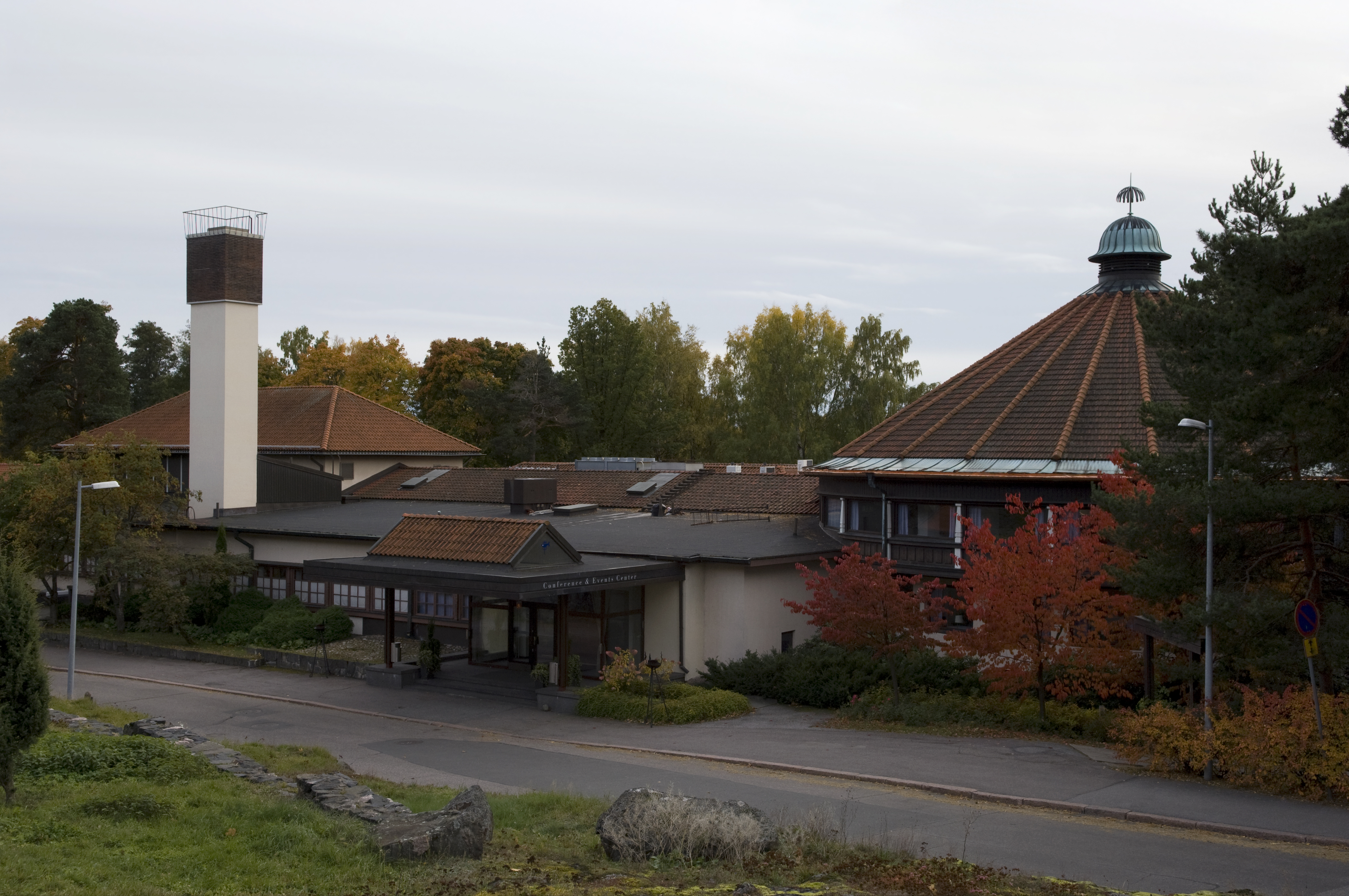
Fiskartorpet
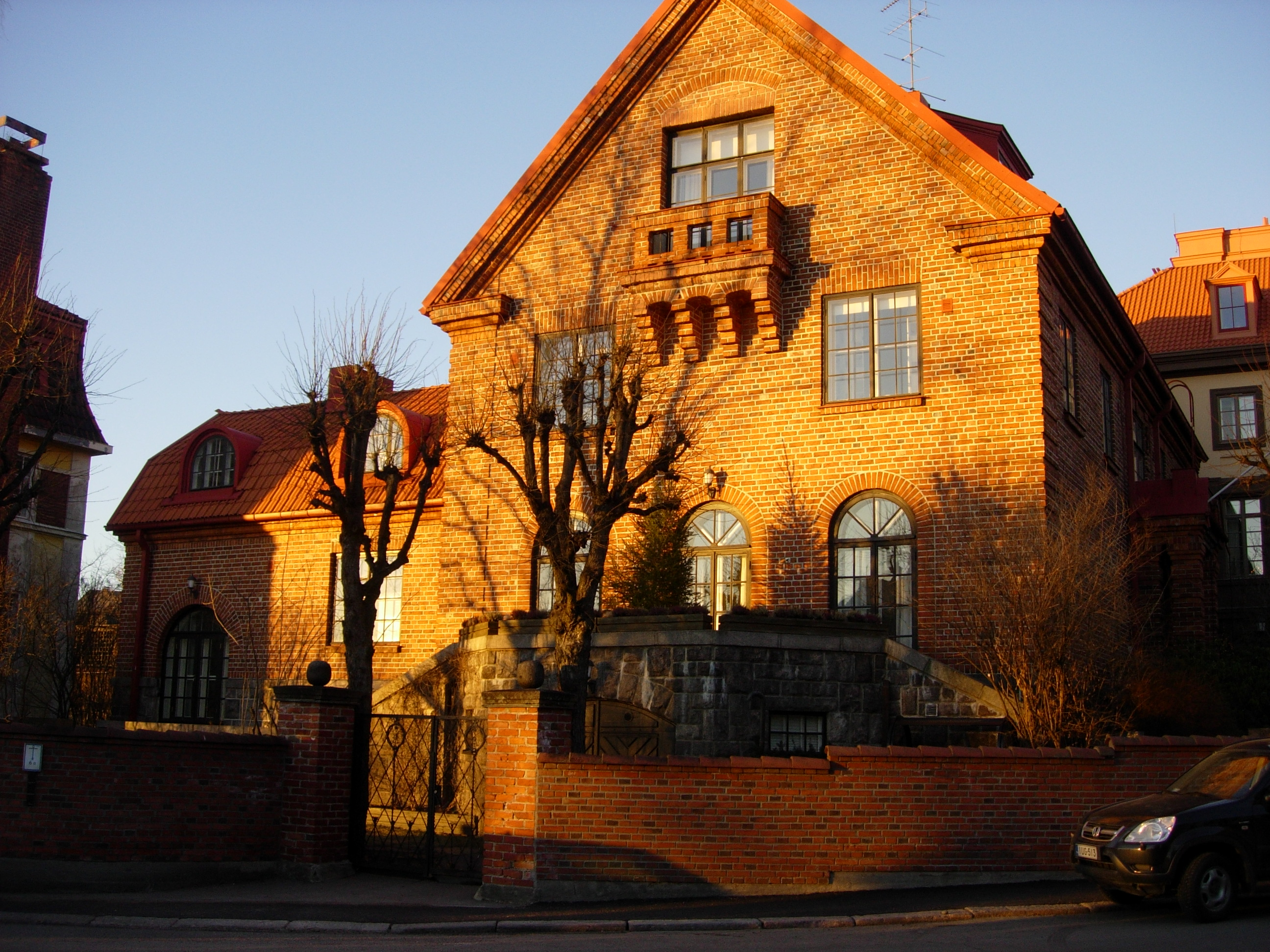
Armfeltgatan 8, Helsingfors
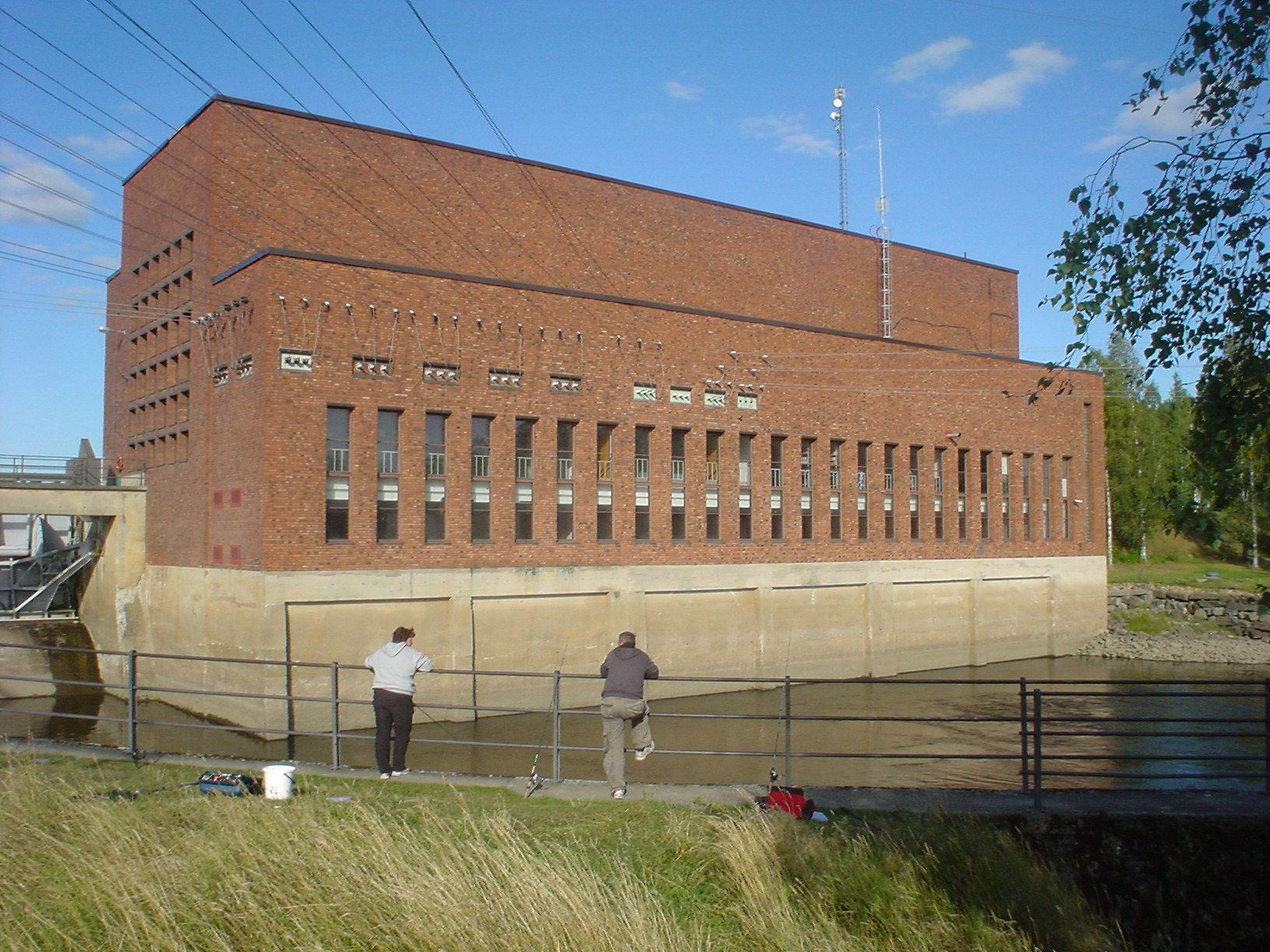
Kraftverket i Tyrvis